# Хуан Чжаомин, Филипп
Филипп Хуан Чжаомин (кит. трад. 黃兆明, пиньинь Huáng Zhàomíng, род.23 августа 1954) — католический прелат, епископ Хуаляня с 19 ноября 2001 года.

## Биография
12 апреля 1983 года был рукоположён в священники.
27 июня 1998 года Римский папа Иоанн Павел II назначил Филиппа Хуана Чжаомина вспомогательным епископом епархии Гаосюна и титулярным епископом Ламфуа. 26 сентября 1998 года состоялось рукоположение Филиппа Хуана Чжаомина в епископа, которое совершил кардинал Павел Шань Госи в сослужении с архиепископом Тайбэя Иосифом Ди Ганом и вспомогательным епископом Гаосюна Боско Линь Цзинанем.